# Département de Vinchina
Le département de Vinchina est une des 18 subdivisions de la province de La Rioja, en Argentine. Son chef-lieu est Villa San José de Vinchina.
Le département a une superficie de 11 711 km2. Sa population se montait à 2 834 habitants en 2001 et était estimée à 3 071 habitants en 2007.